# Blommersia kely
A Blommersia kely a kétéltűek (Amphibia) osztályába, a békák (Anura) rendjébe és az aranybékafélék (Mantellidae) családjába tartozó faj.

## Nevének eredete
Nevét a malgas kely (apró) szóból alkották, amellyel az egyedek méretére utaltak.

## Előfordulása
Madagaszkár endemikus faja. A sziget közepén az Ankaratra vulkántól Antoetráig honos 1000–1600 m-es tengerszint feletti magasságban.

## Megjelenése
Apró méretű békafaj, a hímek testhossza 14–16 mm. Hasonlít a Blommersia sarotra fajhoz, de bőre szemcsézettebb, és gerincvonalában egy csík húzódik. Háti bőrén szórványos, viszonylag nagy méretű, jól kivehető szemcsék találhatók. Színe világosbarna, sötét mintázattal. Háta középvonalán jellegzetes sárga sáv húzódik. Hasi bőre áttetsző. Lábainak alsó fele vöröses, áttetsző. Torka áttetsző, kivéve két ezüstös, ajkaival párhuzamosan futó hosszanti csíkot, melyek a hímek hanghólyagjának felfúvódásakor válnak láthatóvá.

## Természetvédelmi helyzete
A vörös lista a nem veszélyeztetett fajok között tartja nyilván.